# Бенкен (Цюрих)
Бенкен (нем. Benken ZH) — коммуна в Швейцарии, в кантоне Цюрих. 
Входит в состав округа Андельфинген. Население составляет 750 человек (на 31 декабря 2006 года). Официальный код — 0022.